# AEW WrestleDream
AEW WrestleDream es un evento anual de pago por visión producido por la empresa de lucha libre profesional All Elite Wrestling en el mes de octubre. Este evento fue incorporado a la programación de PPVs de AEW para el mes de octubre en 2023. El evento se creó en honor al fundador de New Japan Pro-Wrestling (NJPW) Antonio Inoki, teniendo lugar el evento en el primer aniversario de su fallecimiento, acontecido el 1 de octubre del 2022.

## Fechas y lugares
| Evento              | Fecha                 | Lugar               | Estadio              | Evento principal               |
| ------------------- | --------------------- | ------------------- | -------------------- | ------------------------------ |
| WrestleDream (2023) | 1 de octubre de 2023  | Seattle, Washington | Climate Pledge Arena | Christian Cage vs. Darby Allin |
| WrestleDream (2024) | 12 de octubre de 2024 | Tacoma, Washington  | Tacoma Dome          | Bryan Danielson vs. Jon Moxley |
| WrestleDream (2025) | 18 de octubre de 2025 | St. Louis, Missouri | Chaifetz Arena       |                                |

## Producción
El 1 de octubre de 2022, Antonio Inoki, fundador de New Japan Pro-Wrestling (NJPW), falleció. Antes de su muerte, la promoción estadounidense All Elite Wrestling (AEW) comenzó una asociación de trabajo con NJPW a principios de 2021. Esto dio lugar al evento anual copromovido, Forbidden Door, que se celebró por primera vez en junio de 2022.
En abril de 2023, AEW solicitó la marca comercial "AEW WrestleDream". Durante el All In media scrum del 27 de agosto, el presidente de AEW Tony Khan anunció oficialmente que AEW celebraría un evento de pago por visión llamado WrestleDream, que se celebraría en honor a Inoki, que era alguien a quien Khan admiraba en la industria de la lucha libre profesional. El evento está programado para el 1 de octubre de 2023. El primer aniversario del fallecimiento de Inoki en el Climate Pledge Arena de Seattle, Washington. Aunque no se han confirmado luchadores de NJPW para el evento, Khan dijo que tendría sentido que participaran. El nombre del evento hace referencia a Inoki, a quien Khan llamaba "el mayor soñador de la lucha libre".

## Eventos

### 2023
WrestleDream 2023 tuvo lugar el 1 de octubre de 2023 desde el Climate Pledge Arena en Seattle, Washington.

#### Antecedentes
Bryan Danielson estaba originalmente programado para enfrentarse a Zack Sabre Jr. en Forbidden Door en junio de 2022, pero no pudo debido a una lesión. Más de un año después, en el episodio del 9 de septiembre de 2023 de Colllision, Danielson dijo que con su carrera en declive, la siguiente persona a la que quería enfrentarse era Sabre Jr. Más tarde, un combate entre los dos fue anunciado oficialmente para WrestleDream.
Durante el pre-show All In Zero Hour, Better Than You Bay Bay (Adam Cole y MJF) ganaron el Campeonato Mundial en Parejas de ROH..En Grand Slam el 22 de septiembre, The Righteous (Dutch y Vincent) ganaron un combate de cuatro parejas para conseguir un combate por el título en WrestleDream. Sin embargo, dos días antes en Grand Slam, cuando Cole salió a apoyar a MJF en su combate por el Campeonato Mundial de AEW, Cole se rompió el pie al saltar desde la rampa de entrada.. La semana siguiente, Better Than You Bay Bay anunció inicialmente que tendría que renunciar al Campeonato Mundial en Parejas de ROH, pero MJF decidió que defendería el título en un combate en desventaja contra The Righteous en WrestleDream.
Tras acumular victorias y eliminar a sus oponentes en ataques posteriores a los combates, en el episodio del 23 de septiembre de Collision, Brody King de The House of Black anunció que Julia Hart quería enfrentarse a Kris Statlander por el Campeonato TBS de AEW, y que si Statlander no aceptaba, Hart seguiría destrozando a sus oponentes. Más tarde esa noche, se hizo oficial que Statlander defendería el contra Hart en WrestleDream. La última derrota de Hart fue contra Statlander en un episodio de Dark en abril de 2022..
Después de que Luchasaurus ganara el Campeonato TNT de AEW en junio, su cómplice Christian Cage afirmó que él mismo era el verdadero campeón y llevó consigo el título. En el episodio del 23 de septiembre de Collision, Luchasaurus defendió el título contra Christian y Darby Allin en un Triple Threat match. Al final, Allin cubrió a Luchasaurus pero Christian arrojó a Allin fuera del ring e inmovilizó a Luchasaurus para convertirse en el actual Campeón TNT. Más tarde, se anunció que Christian defendería el título contra Allin en WrestleDream en un 2-out-of-3 Falls Match.

#### Resultados
- Zero Hour: Satoshi Kojima, Keith Lee, Athena & Billie Starkz derrotaron a Shane Taylor, Lee Moriarty, Mercedes Martinez & Diamante (5:45). 
  - Kojima cubrió a Moriarty después de un «Lariat».
- Zero Hour: Claudio Castagnoli (con Jon Moxley) derrotó a Josh Barnett (8:15). 
  - Castagnoli cubrió a Barnett con un «Crucifix Pin».
  - Después de la lucha, Barnett tomó el micrófono y reconoció a Castagnoli en señal de respeto.
- Zero Hour: Luchasaurus derrotó a Nick Wayne (4:55).
  - Luchasaurus cubrió a Wayne después de  un «Huge Blow».
- Zero Hour: The Acclaimed (Anthony Bowens, Max Caster & Billy "Daddy Ass") derrotaron a TMDK (Shane Haste, Mikey Nicholls & Bad Dude Tito) y retuvieron el Campeonato Mundial de Tríos de AEW (9:20).
  - Caster cubrió a Tito después de un «Mic Drop».
- MJF derrotó a The Righteous (Vincent & Dutch) en un 2-on-1 Handicap Match y retuvo el Campeonato Mundial en Parejas de ROH (9:40).
  - MJF cubrió a Dutch después de un «Heat Seeker» apoyándose en las cuerdas.
  - Originalmente Adam Cole iba a participar en la lucha, pero fue descartado debido a una lesión.
- Eddie Kingston derrotó a Katsuyori Shibata y retuvo el Campeonato Mundial de ROH y el Campeonato de Peso Abierto STRONG (11:00).
  - Kingston cubrió a Shibata después de un «Ganso Bomb».
  - El Campeonato Puro de ROH de Shibata no estuvo en juego.
- Kris Statlander derrotó a Julia Hart (con Brody King) y retuvo el Campeonato TBS de AEW (9:00).
  - Statlander cubrió a Hart después de un «Saturday Night Fever».
  - Durante la lucha, King interfirió a favor de Hart.
- The Young Bucks (Matt Jackson & Nick Jackson) derrotaron a Bullet Club Gold (Austin Gunn & Colten Gunn), Lucha Bros (Penta El Zero M & Rey Fénix) (con Alex Abrahantes) y Orange Cassidy & Hook y ganaron una oportunidad por el Campeonato Mundial en Parejas de AEW (12:40).
  - Nick cubrió a Penta después de un «BTE Trigger».
- Swerve Strickland (con Prince Nana) derrotó a "Hangman" Adam Page (20:15).
  - Strickland cubrió a Page después de un «JML Driver».
  - Durante la lucha, Nana interfirió a favor de Strickland, pero fue expulsado por el árbitro.
  - Después de la lucha, el resto de Mogul Embassy (Brian Cage, Kaun & Toa Liona) celebró junto a Strickland.
- Ricky Starks derrotó a Wheeler Yuta (con Jon Moxley) (9:55).
  - Starks cubrió a Yuta después de un «Roshambo».
  - Durante la lucha, Big Bill interfirió a favor de Starks.
- Bryan Danielson derrotó a Zack Sabre Jr. (22:45).
  - Danielson cubrió a Sabre después de un «Busaiku Knee».
  - El Campeonato Mundial
 Televisivo de NJPW de Sabre no estuvo en juego.
  - Esta lucha fue calificada con 5.25 estrellas por Dave Meltzer.
- The Don Callis Family (Sammy Guevara, Konosuke Takeshita & Will Ospreay) (con Don Callis) derrotaron a Golden☆Lovers (Kenny Omega & Kota Ibushi) & Chris Jericho (22:35).
  - Guevara cubrió a Jericho después que Callis lo atacara con un bate.
  - Durante la lucha, Callis interfirió a favor de Don Callis Family.
- FTR (Cash Wheeler & Dax Harwood) derrotaron a Aussie Open (Mark Davis & Kyle Fletcher) y retuvieron el Campeonato Mundial en Parejas de AEW (20:25).
  - Wheller cubrió a Fletcher después de un «Shatter Machine» desde la tercera cuerda.
- Christian Cage derrotó a Darby Allin en un 2-out-of-3 Falls Match y retuvo el Campeonato TNT de AEW (25:25).
  - Allin cubrió a Cage con un «Roll-Up» (0-1).
  - Cage ganó la segunda caída por conteo fuera (1-1).
  - Cage cubrió a Allin después que Nick Wayne lo traicionara y lo golpeara con el campeonato, cambiando a heel (2-1).
  - Después de la lucha, Cage, Wayne & Luchasaurus atacaron a Allin & Sting, pero fueron detenidos por Adam Copeland quien hizo su debut.

### 2024
WrestleDream 2024 tuvo lugar el 12 de octubre de 2024 en el Tacoma Dome en Tacoma, Washington.

#### Resultados
- Zero Hour: Brian Cage derrotó a Atlantis Jr. y ganó el Campeonato Mundial Televisivo de ROH (11:00).
  - Cage cubrió a Atlantis Jr. después de un «Drill Claw».
- Zero Hour: Anna Jay derrotó a Harley Cameron (8:20).
  - Jay cubrió a Cameron después de un «Gory Bomb».
- Zero Hour: The Acclaimed (Anthony Bowens & Max Caster) (con Billy «Daddy Ass») derrotaron a MxM Collection (Mansoor & Mason Madden) (con Rico) (11:25).
  - Caster cubrió a Mansoor después de un «Mic Drop».
  - Durante la lucha, Rico interfirió a favor de MxM Collection, mientras que Billy lo hizo a favor de The Acclaimed.
- Zero Hour: The Conglomeration (Orange Cassidy & Kyle O'Reilly) & The Outrunners (Turbo Floyd & Truth Magnum) (con Rocky Romero) derrotaron a Premier Athletes (Ariya Daivari & Tony Nese) & The Dark Order (Alex Reynolds & John Silver) (con Evil Uno, Josh Woods & Mark Sterling) (11:30). 
  - Magnum cubrió a Silver después de un «Body Slam».
  - Durante la lucha, Uno, Woods & Sterling interfirieron a favor de Premier Athletes & Dark Order, pero fueron detenidos por Romero.
  - Después de la lucha, O'Reilly atacó a Kazuchika Okada luego de que éste le negara una oportunidad por el Campeonato Continental de AEW.
- Jay White derrotó a «Hangman» Adam Page (16:20).
  - White cubrió a Page después de un «Blade Runner».
- Mariah May derrotó a Willow Nightingale y retuvo el Campeonato Mundial Femenino de AEW (10:50).
  - May cubrió a Nightingale después de un «Storm Zero».
- Jack Perry derrotó a Katsuyori Shibata y retuvo el Campeonato TNT de AEW (9:20). 
  - Perry cubrió a Shibata con un «Roll-Up» (de forma inconsciente, mientras Shibata realizaba un «Sleeper Hold»).
  - Después de la lucha, Perry atacó a Shibata, pero fue detenido por Daniel Garcia. Sin embargo, tras una distracción de MJF (quien hizo su regreso), Perry golpeó a García con el campeonato.
  - Después de la lucha, MJF continuó atacando a Garcia, pero fue detenido por Adam Cole (quien también hizo su regreso).
- Konosuke Takeshita (con Don Callis) derrotó a Will Ospreay (c) y Ricochet y ganó el Campeonato Internacional de AEW (20:45).
  - Takeshita cubrió a Ospreay después de un «Zaki» con la rodilla descubierta.
  - Durante la lucha, Callis y Kyle Fletcher (este último cambiando a heel) interfirieron a favor de Takeshita.
  - Después de la lucha, Fletcher atacó a Ospreay.
- Hologram derrotó a The Beast Mortos en un 2-out-of-3 Falls Match (16:40). 
  - Hologram cubrió a Mortos después de un «Crucifix Bomb» (1-0).
  - Mortos cubrió a Hologram después de un «Discus Lariat» (1-1).
  - Hologram cubrió a Mortos después de un «Air Spin Bomb» (2-1).
- Darby Allin derrotó a Brody King (12:20). 
  - Allin cubrió a King después de un «Coffin Drop».
  - Después de la lucha, ambos se dieron la mano en señal de respeto.
- The Young Bucks (Matthew Jackson & Nicholas Jackson) derrotaron a Private Party (Isiah Kassidy & Marq Quen) y retuvieron el Campeonato Mundial en Parejas de AEW (15:50). 
  - Matthew cubrió a Kassidy después de un «TK Driver».
- Mark Briscoe derrotó a Chris Jericho (con Big Bill) y retuvo el Campeonato Mundial de ROH (15:20).
  - Briscoe cubrió a Jericho después de un «Jay Driller».
  - Durante la lucha, The Learning Tree (Bill & Bryan Keith) interfirió a favor de Jericho, mientras que The Conglomeration (Orange Cassidy & Rocky Romero) lo hizo a favor de Briscoe.
- Jon Moxley (con Marina Shafir) derrotó a Bryan Danielson y ganó el Campeonato Mundial de AEW (27:00).
  - Moxley dejó inconsciente a Danielson con un «Sleeper Hold».
  - Durante la lucha, Shafir interfirió a favor de Moxley, siendo expulsada por el árbitro.
  - Después de la lucha, Blackpool Combat Club (Moxley, Shafir, Claudio Castagnoli & PAC) atacaron a Danielson, pero fueron detenidos por Darby Allin y Wheeler Yuta.
  - Después de la lucha, Yuta atacó a Allin y Danielson cambiando a heel.
  - Después de la lucha, Blackpool Combat Club continuó atacando a Danielson, Allin, Private Party (Isiah Kassidy & Marq Quen) y Jeff Jarrett pero fueron detenidos por Hook, Daniel Garcia, Adam Cole y The Conglomeration (Orange Cassidy & Mark Briscoe).
  - Esta fue la última lucha de Danielson como luchador a tiempo completo.

### 2025
WrestleDream 2025 tendrá lugar el 18 de octubre de 2024 en el Chaifetz Arena en St. Louis, Missouri.